# Испик (Дагестан)
Испик (лезг. Испик) — село в Сулейман-Стальском районе Дагестана. Административный центр сельского поселения сельсовет Испикский.

## География
Расположено в 8 км к юго-востоку от райцентра села Касумкент. В 3 км по прямой находилось лезгинское село Берекент, разрушенное в 1966 году Касумкентском землетрясением.

## История
В 1969 году 14 хозяйств колхоза «Новый путь» села Испик были переселены на участок «Дугун», где образовали село Новый Испик. В 2005 году села были объединены.

## Население
| 1895  | 1926 | 1939 | 1970 | 1989 | 2002 | 2010  |
| ----- | ---- | ---- | ---- | ---- | ---- | ----- |
| 485   | ↗581 | ↗673 | ↘540 | ↘185 | ↗352 | ↗1277 |
| 2021  |      |      |      |      |      |       |
| ↘1148 |      |      |      |      |      |       |